# Bouhy
Bouhy ist eine französische Gemeinde mit 427 Einwohnern (Stand 1. Januar 2022) im Département Nièvre in der Region Bourgogne-Franche-Comté.

## Geographie
Bouhy liegt auf der höchsten Erhebung der Naturlandschaft Puisaye und liegt zwischen den Flüssen Nièvre und Yonne.
Die Gemeinde besteht aus 24 Weilern: Bois Pille, Cesseigne, Cosme, Forges, Grattechien, La Brosse, La Charmée, La Cour Girault, La Fas, La Forêt, Le Feslot, Les Barathons, Les Boulins, Les Claudes, Les Cognées, Les Desruez, Les Marquis, Les Marlots, Les Montagnes, Les Saujots, Ravière, Vauvrille, Villodoux, Villesauge.

## Geschichte

Wappen der Familie Troussebois

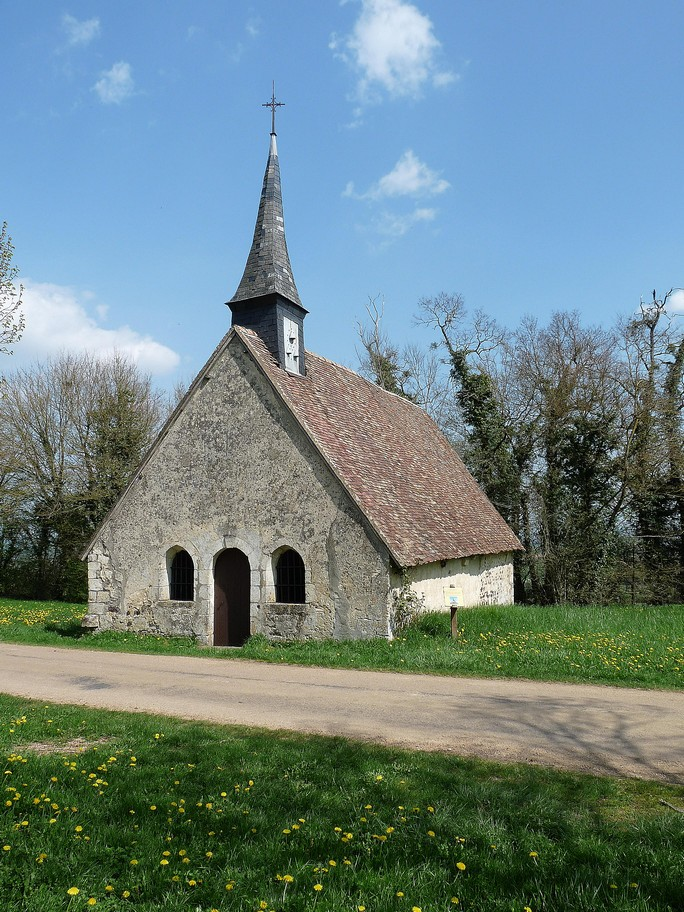
Kapelle Sainte Anne

Die keltische Gottheit Bolvinnus ist durch zwei Weiheinschriften in Bouhy im ehemaligen Siedlungsgebiet der Senonen in der römischen Provinz Lugdunensis belegt. Eine in der ersten Inschrift genannte Göttin Duna (Marti Bolv/inno Dun[ati]) wird als Quellgottheit des Ortes vermutet.
Zu Ende des 17. Jahrhunderts war Philippe de Troussebois der Herr von Bouhy-le-Tertre, wie der Ort damals genannt wurde.
Die Bevölkerungszahl des Ortes ging seit 1962 (749 Einwohner) kontinuierlich zurück.

## Sehenswürdigkeiten
Die Kirche Saint Pélerin von Bouhy wurde im 16. Jahrhundert erbaut und war bis 1926 als Gotteshaus in Verwendung. Der Brunnen Saint Pélerin und die Kapelle Sainte Anne sowie zwei restaurierte Windmühlen – Moulin Blot und Moulin Plançon – gehören ebenfalls zu den bemerkenswerten Bauwerken.
In der Mitte der Ortschaft befindet sich ein Wasserturm, der an der Stelle eines ehemaligen Teiches errichtet wurde.